# Mexichromis amalguae
Mexichromis amalguae is een zeenaaktslak die behoort tot de familie van de Chromodorididae. Deze slak komt voor in het oosten van de Grote Oceaan, voornamelijk langs de kust van Mexico.
De slak is violet tot paars van kleur. De mantelrand is geel tot oranje. De kieuwen en de rinoforen zijn donkerpaars tot zwart. De voet van de slak is paars en puntig. Ze wordt, als ze volwassen is, ongeveer twintig mm lang.